# Monastère de Prohor Pčinjski
Le monastère de Prohor Pčinjski (en serbe cyrillique : Манастир Св. Прохор Пчињски ; en serbe latin : Manastir Sv. Prohor Pčinjski) est un monastère orthodoxe serbe situé à Klenike, dans la municipalité de Bujanovac et dans le district de Pčinja en Serbie. Il est inscrit sur la liste des monuments d'importance exceptionnelle de la république de Serbie (identifiant no SK 224),,.

## Histoire

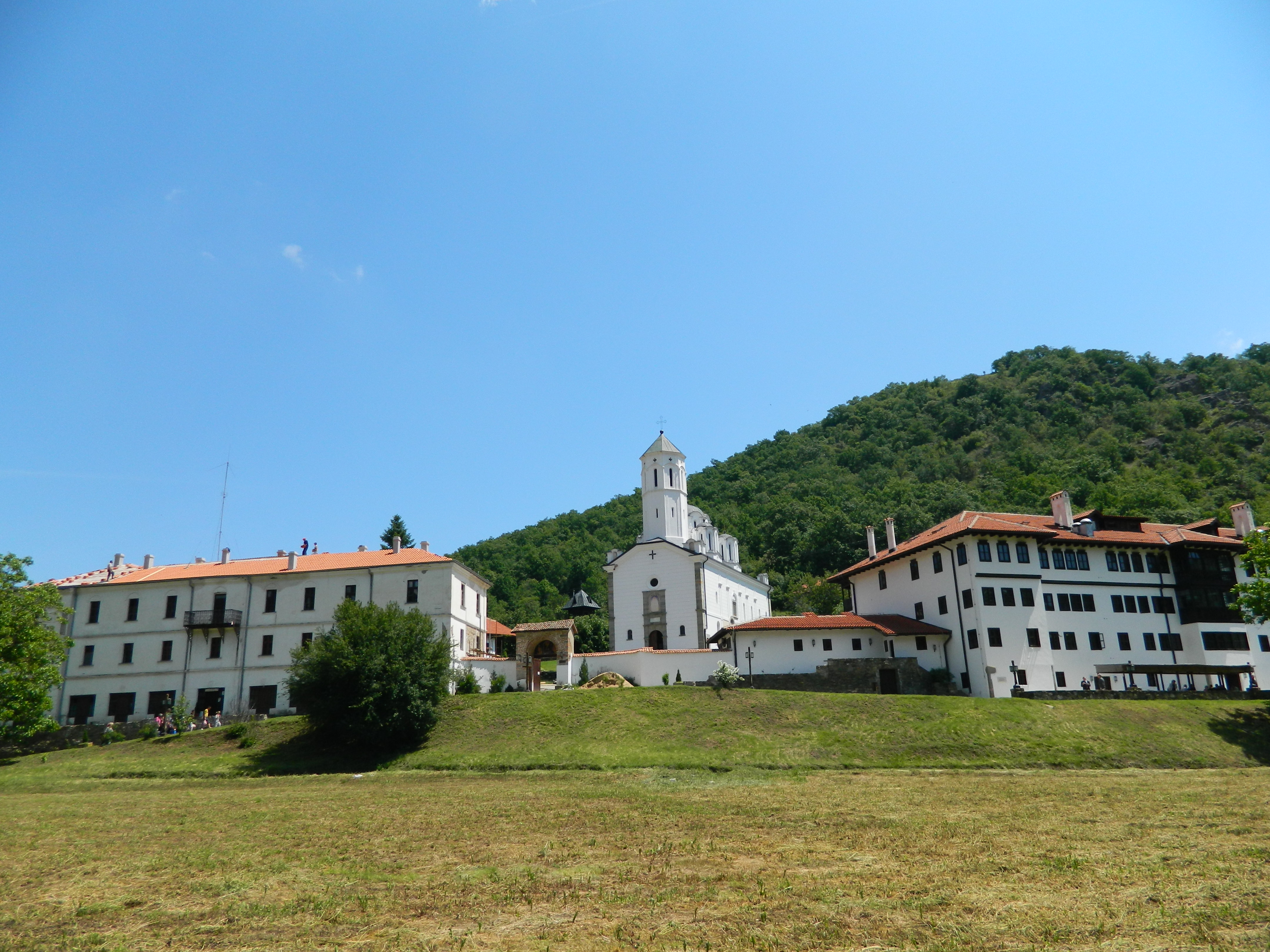
Vue générale du monastère.

Le monastère a été fondé au XIe siècle par l’empereur byzantin Romain IV en l’honneur de saint Prohor, un moine ermite qui vivait dans la région, canonisé ultérieurement, qui lui avait prophétisé qu’il deviendrait empereur (alors que Romain était encore gouverneur de Sardica). 
Cependant, il n'est pas certain que Romain IV ait décidé la construction de tout un complexe monastique, il est possible qu'il ait seulement ordonné la construction de l'église principale (Catholicon), qui ne devait pas être de taille particulièrement grande à l'origine. 
Le monastère est rénové à plusieurs reprises au cours des siècles, notamment par le roi Stefan Milutin. Il est également détruit à plusieurs reprises, notamment par l'armée ottomane en 1454 et en 1817. L'église actuelle date du début du XXème siècle.
Le 2 août 1944, la première session de l'Assemblée anti-fasciste pour la Libération du Peuple macédonien (ASNOM), à laquelle prirent part des représentants de la Macédoine du Pirin et de la Macédoine de l'Egée, s'est tenu dans le monastère de Saint-Prohor Pčinjski. On y a décidé de constituer l'État macédonien contemporain et de l'intégrer à la république fédérative socialiste de Yougoslavie. 
Il fait l’objet d’un conflit frontalier entre la Serbie et la Macédoine du Nord. 

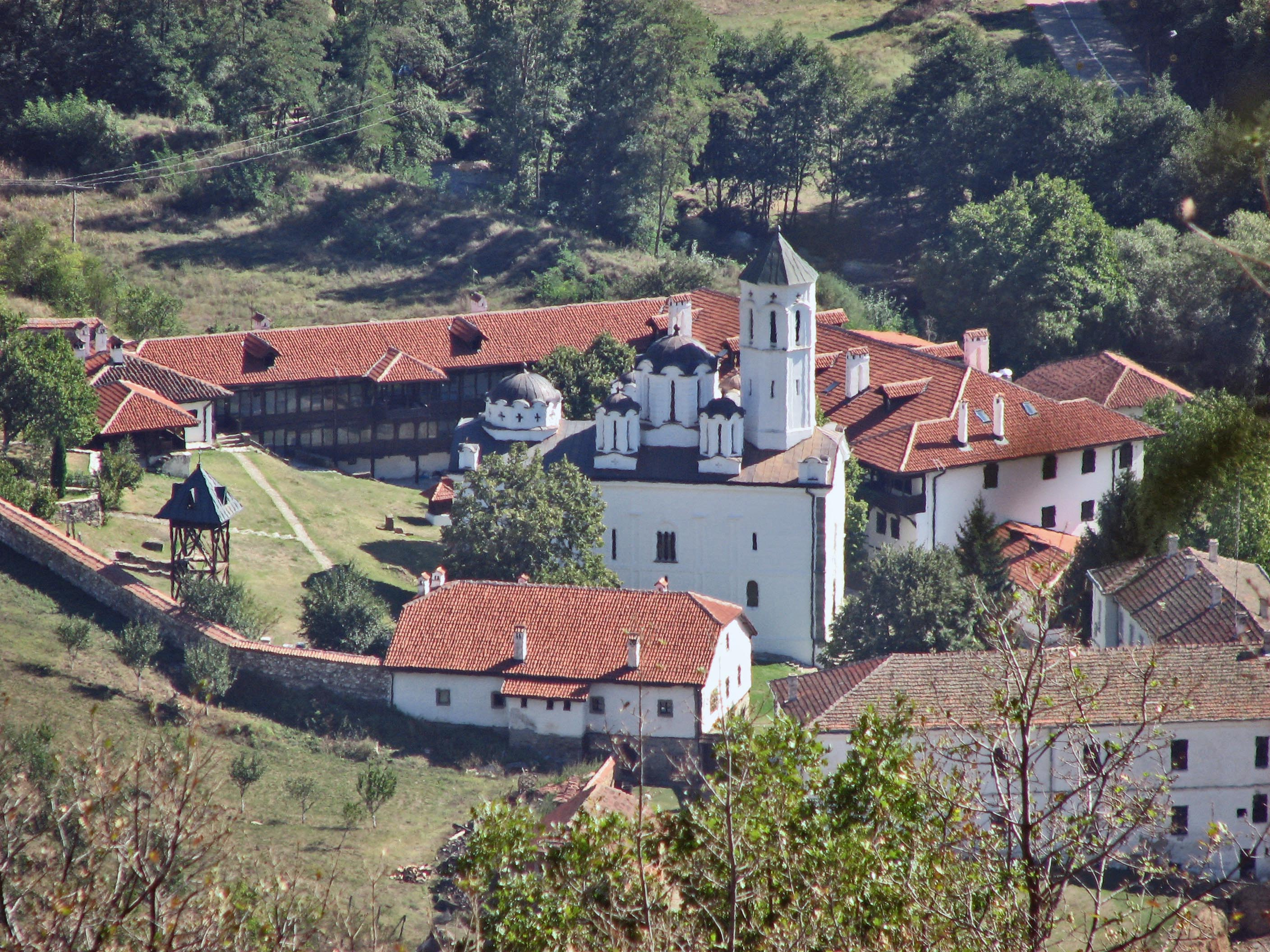
Autre vue générale du monastère.